# Caledonia AIA
El Morvant Caledonia United (anteriormente conocido como Caledonia AIA Football Club) es un equipo de fútbol de Trinidad y Tobago que juega en la liga profesional. Juega de local en Puerto España. Su estadio es el Hasely Crawford Stadium.

## Historia
El club fue fundado en 1979. En 2005 Caledonia AIA se combinó con el Arima/Morvant Fire y se renombró Caledonia AIA Fire. En 2006 el club separó caminos con Fire Services y tomó un nuevo nombre otra vez, Neal and Massy Caledonia AIA. En 2005 el club finalizó 4.º en la liga.

## Palmarés

### Torneos nacionales
- FA Trophy (3): 2008, 2011–12, 2012–13
- First Citizens Cup (2): 2011, 2012
- Digicel Pro Bowl (1): 2008
- Lucozade Sport Goal Shield (1): 2012

### Torneos internacionales
- Campeonato de Clubes de la CFU (1): 2012
  - Finalista (1): 1998